# Vickers Viget
O Vikckers Viget foi o participante da Vickers na primeira competição de aeronaves leves de Lympne, realizada em 1923. Ele era um avião biplano monoposto e monomotor com asas dobráveis.

## Desenvolvimento
Em 1923 o Royal Aero Club (RAeC) organizou o que depois ficaria conhecido como a Competição de Teste de Aeronaves Leves de Lympne, apesar de a RAeC denominar as aeronaves participantes de motoplanadores. Eles tinha que ser modelos monopostos. A intenção era a de incentivar o desenvolvimento econômico da aviação privada, os modelos também tinha que ser limitados com motores de até 750 centímetros cúbicos. Vários patrocinadores forneceram os prêmios, particularmente uma quantia de £ 1500, conjuntamente do Duque de Sutherland e do Daily Mail. O evento foi realizado de 8–13 de outubro de 1923. Onde teve muitos participantes da indústria de aviação britânica, incluindo o De Havilland Humming Bird e o Gloster Gannet. O Type 89 Viget foi o participante da Vickers.
Era um pequeno biplano de baia única com asas de corda constantes sem escalonamento de asas. Havia diedro apenas no plano inferior. Ailerons de envergadura total foram instalados nas asas superior e inferior. A asa inferior foi montada na parte inferior da fuselagem e a superior bem afastada da cabeça do piloto, que se sentava sob elas. As asas eram dobráveis, pois as regras da competição exigiam isso para facilitar o armazenamento. A fuselagem era profunda para sua largura e carregava um design convencional, a empenagem era bastante quadrada com as superfícies de controle desequilibradas. O trem de pouso de eixo único foi apoiado nas longarinas da asa dianteira e traseira nas raízes. Um motor de motocicleta Douglas de 750 centímetros cúbicos (0,0265 pés cúbicos) foi montado horizontalmente com as cabeças dos cilindros projetando-se de ambos os lados abaixo da saliência da hélice.
O Viget voou bem em Lympne nas mãos de Stan Cockerell, mas não conseguiu ganhar prêmios. Ele ganhou alguma publicidade depois que uma falha no braço oscilante levou a um pouso forçado a cerca de dez quilômetros de Lympne. Cockerell dobrou as asas e empurrou a aeronave para casa, parando em um pub. Quando ele voltou à aeronave para a etapa final, ele encontrou uma multidão expectante que a confundiu com um estande de Punch and Judy.
A Vickers tentou vender o Viget, anunciando-o em 1924 como adequado para "fins esportivos, comerciais e de treinamento". Apesar da sugestão no anúncio de que poderia ser equipado com um motor Bristol Cherub ou um motor Blackburne não especificado, não há evidências de que qualquer um deles tenha sido instalado. Somente um Viget de registro G-EBHN, foi construído. Ele foi registrado em 3 de agosto de 1923, e retirado do registro em 21 de janeiro de 1929.